# Ước Lễ
Làng Ước Lễ là một làng cổ Việt Nam, thuộc xã Tân Ước, huyện Thanh Oai, Hà Nội. Làng cũng được biết đến nhiều với nghề truyền thống làm giò chả và nem chua nổi tiếng khắp cả nước và chiếc cổng làng cổ. Những người dân của làng Ước Lễ đã tỏa đi bốn phương trời, đến những đô thị lớn để duy trì nghề truyền thống của ông cha bao đời để lại. Nhưng hàng năm, mỗi dịp rằm tháng Giêng, người dân Ước Lễ từ khắp nơi ở Việt Nam lại tụ họp về quê để tảo mộ cũng như tham gia hội làng, tôn vinh Thành Hoàng làng cũng như ông tổ nghề Giò Chả. 
Làng xưa vốn còn nghề may mặc nhưng đã mai một do thị trường bị mất, nay chỉ còn lại nghề giò chả và nem chua. Làng vẫn còn rất nhiều gia đình tiếp tục làm nghề giò chả nhưng họ đều làm ở quanh các quận nội thành Hà Nội, mỗi năm chỉ về lại làng vài lần tham dự các việc trọng đại của làng cũng như tham gia vào việc của láng giềng. Làng Ước Lễ còn nổi tiếng vì từng làm ra chiếc bánh chưng được ghi vào kỉ lục Guiness vào năm 2002. 
Trong làng có 2 di tích lịch sử cấp quốc gia đó là Đình làng và chùa Sổ.

## Cổng làng
Cổng làng Ước Lễ đã có từ lâu đời. Trước cổng làng là chiếc cầu cong rộng hơn 2 mét, dài khoảng 10 mét. Cầu bắc qua con mương khá rộng. Xưa kia con mương này là hào sâu vây quanh làng, Xung quanh làng là hàng tre quanh năm xanh tốt tạo thành thế tường cao hào sâu rào chắc chắn để chống cướp vào làng. Làng có nhiều lối ra đồng thuận tiện cho việc đi lại làm ăn, cũng kín cổng và lũy tre dày bao bọc.
Trên gác cổng làng có treo biển ngạch "Mỹ Tục Khả Phong" nghĩa là "Phong tục hay nên theo". Dòng lạc khoản bên trái: "Tự Đức tứ niên chính nguyệt đại cát nhật" nghĩa là: Ngày tốt tháng 1 năm Tự Đức thứ bốn (1851); Dòng lạc khoản bên phải: "Hà Nội tỉnh phụng cấp" nghĩa là: Tỉnh Hà Nội vâng mệnh triều đình ban cấp.

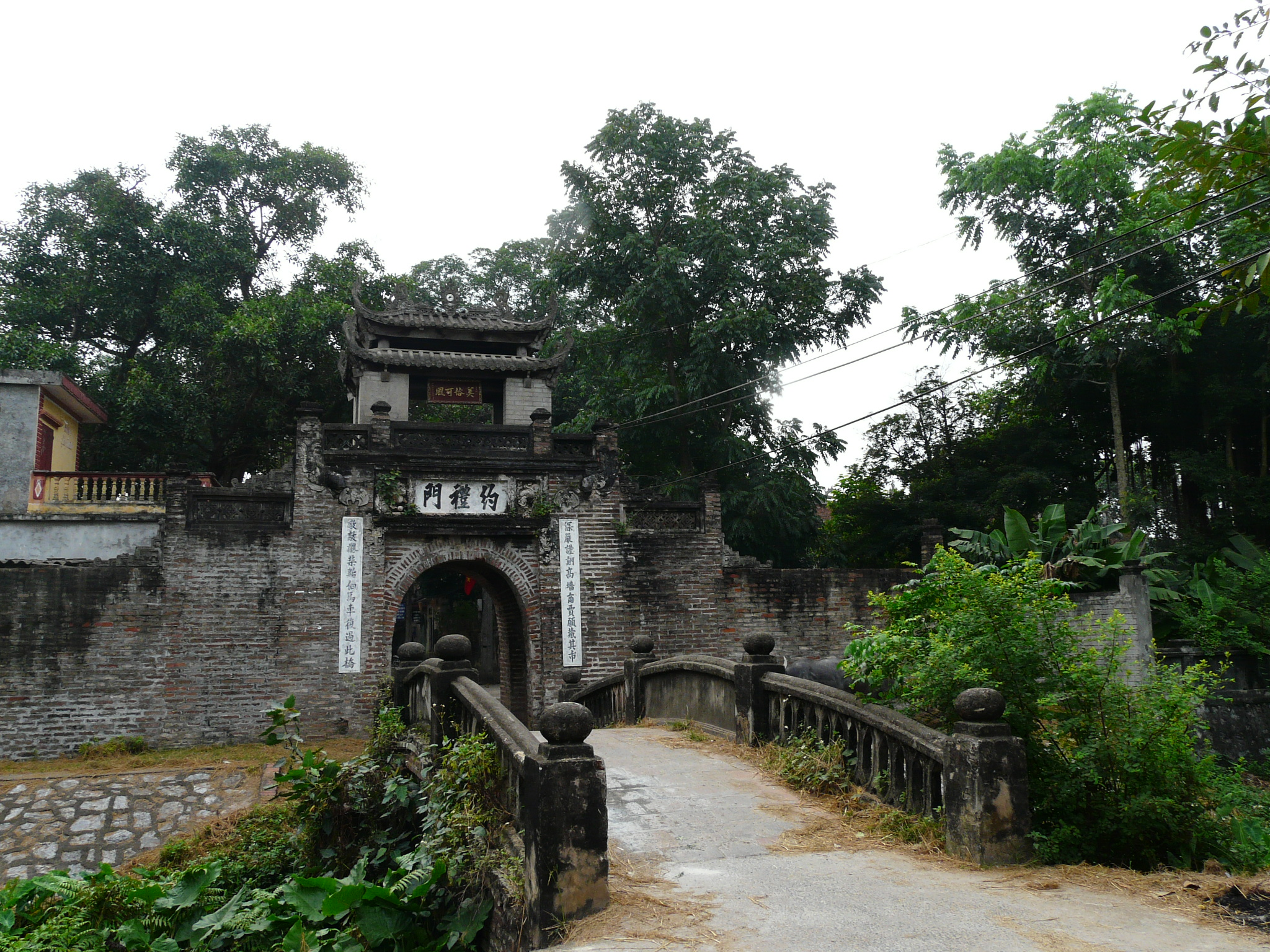
Cổng làng Ước Lễ

Sở dĩ được ban tặng biển ngạch này bởi làng có quỹ nghĩa thương giá trị lớn. Quỹ này dùng để trợ giúp dân nghèo trong địa phương, đặc biệt là dùng để cứu tế trong những lúc gặp phải thiên tai địch họa, mùa màng thất bát.
Năm 1945 nhờ có quỹ này, làng đã nấu cháo phát chẩn cứu đói tại Miếu Minh cho dân nơi khác đến cũng như dân sở tại. Ghi nhận việc này tại trang 45 sách "Lịch sử cách mạng của Đảng bộ và nhân dân xã Tân Ước (1930-2010)" Nhà xuất bản chính trị - hành chính - 2013.
Theo sách "Làng mỹ tục Hà Tây" của Nguyễn Tá Nhí - Sở Văn hóa thông tin Hà Tây - 2000:
Trang 197: Năm 1867 giá trị quyên lập nghĩa thương từ 1500 quan trở lên cũng được ban thưởng.
Trang 200: Chỉ tính riêng trên địa bàn tỉnh Hà Tây, hiện nay có đến hàng chục làng còn lưu giữ hoặc phục chế lại biển ngạch.
Trang 201: Năm 1876 tình hình đất nước có khó khăn, giá trị quyên lập nghĩa thương từ 1000 quan trở lên cũng được ban thưởng.
Trong Kháng chiến chống Pháp, quân Pháp thường xuyên bắn đại bác vào làng, bắn trúng làm đổ sập gác cổng làng. Tấm đại tự bị vỡ, dân làng đành bỏ đi.
Năm 1970, dân làng tu sửa phục chế lại gác cổng làng. Năm 1999, các cụ già làng đã nhờ Viện Nghiên cứu Hán Nôm lấy mẫu chữ của một làng khác còn giữ lại được, theo đó làm mới lại và treo bức đại tự vào đúng vị trí lịch sử của nó.